# LibreOffice Draw
LibreOffice Draw è un software libero di computer grafica, componente del software di produttività personale LibreOffice, nato nel 2010 da un fork di OpenOffice.org Draw.
Come per l'intero pacchetto LibreOffice, Draw può essere utilizzato su una varietà di piattaforme, tra cui Microsoft Windows, GNU/Linux, macOS e FreeBSD.
LibreOffice Draw utilizza nativamente formato OpenDocument (ODF) (estensione grafica .odg) che è un formato di file standard internazionale stabilito dall'Organizzazione per l'avanzamento degli standard di informazioni strutturate (OASIS).

## Caratteristiche
Draw può essere utilizzato per creare diagrammi di flusso, disegni tecnici, brochure, poster, foto personalizzate, gallerie fotografiche e album.
Draw include un correttore ortografico, correzione automatica, thesaurus, modalità di sillabazione e sostituzione del colore. Ha una galleria di forme e disegni. Supporta anche l'esecuzione di macro con Java, estensioni e ha impostazioni di filtro XML configurabili.

### Funzione di importazione ed esportazione
- Importa, modifica, esporta PDF
- Importa i file .vsd di Microsoft Visio.
- Importa i file .pub di Microsoft Publisher.[3]
- Importa dai formati OTT, STW, OTH, OTS, STC, OTP, STI, OTG, STD e VOR
- Esporta in BMP, EPS, GIF, JPEG, PNG, PSD, SVG, WMF, nonché crea file HTML, XHTML e PDF